# بيت بحر (الحيمة الداخلية)

تعديل مصدري - تعديل

بيت بحر هي إحدى قرى عزلة بني النمري بمديرية الحيمة الداخلية التابعة لمحافظة صنعاء، بلغ تعداد سكانها 379 نسمة حسب تعداد اليمن لعام 2004.